# Svjatoslav Ševčuk
Mons. Svjatoslav Ševčuk (ukrajinsky Святослав Шевчук; * 5. května 1970, Stryj) je ukrajinský arcibiskup ukrajinské řeckokatolické církve a Vyšší archieparcha Kyjevsko-Halyčský.

## Život
Narodil se 5. května 1970 ve věřící rodině. Během tajných aktivit Ukrajinské řeckokatolické církve kněží sloužili mše v domě rodiny Ševčuků.
V letech 1983–1989 studoval tajně řeckokatolický seminář. Sloužil vojenskou službu v sovětské armádě. Teologická a filosofická studia získal v centru Don Bosco v Buenos Aires (1991–1992) a ve Lvovském teologickém semináři Svatého Ducha (1992–1994).
Na podjáhna byl vysvěcen biskupem Julianem Voronovskym. Na jáhna byl vysvěcen dne 21. května 1994 Fylymonem Kurčabou. Kněžské svěcení přijal 26. června stejného roku (světitel byl Miroslav Ivan Ljubačivskij). Po vysvěcení začal studovat na papežské univerzitě Svatého Tomáše Akvinského v Římě (1994–1999), kde získal licenciát a později doktorát s vyznamenáním Summa cum laude z teologické antropologie a základů morální teologie byzantské tradice. Staral se o pastoraci ukrajinských řeckokatolíckých věřících v Aténách. Působil jako prefekt a poté vicerektor Lvovského semináře Svatého Ducha. Od roku 2001 byl proděkanem Lvovské teologické akademie (dnes součást Ukrajinské katolické univerzity). V letech 2002–2005 byl vedoucí sekretariátu a osobní tajemník kardinála Lubomyra Huzara a od června 2007 byl rektorem semináře.
Dne 14. ledna 2009 byl jmenován pomocným biskupem Eparchie Santa María del Patrocinio en Buenos Aires a titulárním biskupem Diecéze Castra Galbae. Biskupské svěcení přijal dne 7. dubna 2009 z rukou Ihora Vozniaka. Spolusvětiteli byli Miguel Mykycej a Julian Voronovskyj. Funkci pomocného biskupa vykonával do 10. března 2010, kdy byl jmenován apoštolským administrátorem eparchie a ukončil tuto funkci 23. března 2011, kdy byl ustanoven Vyšším archieparchou Kyjevsko-Halyčským a metropolitním archieparchou Kyjevským. Hovoří anglicky, italsky, španělsky, polsky a rusky.